# Expedició contra Alger (1775)
L'Expedició contra Alger de 1775 va ser el major desastre militar sota el regnat de Carles III d'Espanya. Havia estat plantejada amb l'objectiu de conquerir la ciutat d'Alger, focus central de la pirateria al Mediterrani.
Encara que el desembarcament va culminar en fracàs va ser esmenat amb dos nous atacs (1783 i 1784) que van culminar amb el Tractat Hispano-algerià de 1786, tornant la tranquil·litat als mars.

## Antecedents
José Moñino y Redondo, el comte de Floridablanca va netejar els mars de pirates i signar paus amb l'emperador de l'Imperi Otomà Abdul Hamid I i les regències d'Alger, Tunísia i Trípoli, per a assegurar les costes i el comerç hispànic, però la Regència d'Alger va ser l'única que es va negar a entrar en tractes, i Carles III d'Espanya va decidir empendre una acció ofensiva per obligar-la a la força.

## Expedició
El maig de 1775 es van reunir a Cartagena tres estols per l'expedició a Alger. A l'abril havien sortit des del port de Ferrol els vaixells al comandament del brigadier Juan Antonio Cordero amb rumb a Cadis, on es van reunir amb l'estol del cap d'esquadra Antonio de Arce, que tenia com a vaixell insígnia la nau San Francisco de Paula, i el 7 de maig, van partir les dues esquadres amb rumb a Cartagena, on va posar rumb la flota que va salpar el 9 de maig de Barcelona.
L'esquadra, al comandament del tinent general Pedro González de Castejón y Salazar estava composta per set vaixells de línia de 70 canons, Velasco, al comandament del capità de navili Alfonso de Alburquerque i com a vaixell insígnia de Castejón, Sant Francesc de Paula, Oriente, San Rafael, Diligente i San José; 12 fragates de 27 canons, 5 urques, 9 xabecs, 3 pailebots, 4 bombardes, 7 galiotes i 230 transports, amb un total de 46 vaixells de guerra i 1.364 canons.
L'esquadra va salpar de Cartagena el 22 de juny i, després unir-se una fragata de Malta i dos del duc de Toscana, el 8 de juliol va començar l'operació.

## Desembarcament

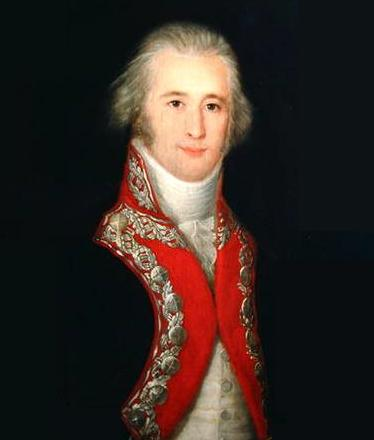
Retrat d'Alejandro O'Reilly per Francisco de Goya.

L'esquadra va arribar el 30 de juny davant Alger, on va desembarcar les tropes el 8 de juliol de 1775, 18.400 homes sota el comandament del general Alejandro O'Reilly, d'origen irlandès. Antoni Barceló va protegir el desembarcament apropant-se amb les seves naus de poc calat el màxim possible a la costa, perquè la seva artilleria fos efectiva. Malgrat la fèrria instrucció que havia inculcat a les seves tropes, els exploradors espanyols van triar erròniament la zona de desembarcament i els canons van quedar encallats a les dunes de la platja, inutilitzats per al combat.
Després d'una dura batalla, tot i que van aconseguir prendre el fort d'Alger, els esquadrons espanyols no van aconseguir organitzar un eficaç desplegament i O'Reilly va haver d'ordenar el retorn a les naus i la retirada a Espanya.
Però el desorganitzat desembarcament i les errònies disposicions posteriors van portar a un complet desastre, en què els espanyols desembarcats van patir no menys de 5.000 baixes, inclou cinc generals morts i quinze ferits, deixant l'enemic ni més ni menys que 15 canons i uns 9.000 fusells abandonats.
Davant d'aquest fracàs es va ordenar el reembarcament, efectuant la mateixa acció, en unes circumstàncies molt desfavorables, tant que l'exèrcit va haver de suportar càrregues de cavalleria de fins a 12.000 genets, el que va fer la situació insostenible, i només no va ser un desastre total de l'l'acció dels xabecs de Barceló, que va demostrar una vegada més la seva valentia, es va saber imposar a les circumstàncies, salvant d'aquesta manera a molts, que si no hagués estat per la seva actuació haguessin mort. La seva acció li va donar gran crèdit entre els alts comandaments de l'Armada, i no només a ells, sinó que el Rei li va ascendir al grau de brigadier en el mateix any de 1775. O'Reilly seria desterrat.
L'expedició va ser un fracàs, i les tropes van tornar a embarcar l'endemà amb la pèrdua de 5.000 homes d'un total de 18.400 desembarcats. L'esquadra va fondejar a Alacant entre el 14 i el 19 de juliol.
Félix Ignacio de Tejada, segon comandant del vaixell de línia San Rafael, de 80 canons, distingint en l'atac que aquest vaixell va dur a terme en unió de la nau Diligente, de 74 canons contra el castell del riu Xarache, prenent part en la protecció del reembarca de les tropes.
El nombre de baixes va ser tan gran que la missió es va tornar impossible. Aquest fracàs va ser qualificat de "desastre" en els cercles de la Cort i va provocar duríssimes crítiques contra O'Reilly, fins al punt que la cúpula militar va debatre la seva destitució.

## Cartografia
- Plànol ideal que manifesta la ciutat d'Alger, amb les seves bateries i campaments a la disposició que es van trobar el dia 30 de juny de 1775, que va arribar al seu rada l'exèrcit de S. M. enviat per l'Excm. Sor. Comte de O'Reilly, amb el projecte per a la seva atac.[5]